# 135 (tal)
135 är det naturliga talet som följer 134 och som följs av 136. 135 är ett av blott fyra tal, vars produkt av siffersumman och de ingående siffrorna blir talet självt. 
(1 + 3 + 5) · 1 · 3 · 5 = 9 · 15 = 135

## Inom vetenskapen
- 135 Hertha, en asteroid

## Inom matematiken
- 135 är ett udda tal
- 135 är ett pentadekagontal
- 135 är det fjortonde talet i partitionsfunktionen